# Artisan Partners
Artisan Partners Asset Management Inc. är ett amerikanskt investmentbolag som har verksamheter i tre länder på tre kontinenter, Europa, Nordamerika och Oceanien. De förvaltar ett kapital på $114,2 miljarder för den 30 juni 2018.
Företaget grundades 1994 av advokaten Andy Ziegler och hans fru Carlene.
De har sitt huvudkontor i Milwaukee i Wisconsin.

## Närvaro
Artisan Partners har närvaro på följande platser världen över.
| USA: - Atlanta, Georgia - Chicago, Illinois - Denver, Colorado - Milwaukee, Wisconsin - New York, New York - San Francisco, Kalifornien | Internationellt: - London, England, Storbritannien - Sydney, Australien |